# Městský hřbitov ve Svobodě nad Úpou
Městský hřbitov ve Svobodě nad Úpou je hlavní městský hřbitov ve městě Svoboda nad Úpou. Nachází se na tzv. Sluneční stráni na levém břehu řeky Úpy. V průběhu druhé půle 20. století byl postupně z větší části obklopen zástavbou rodinných domků.

## Historie
V roce 1888 došlo ke zrušení dosavadního hřbitova při tehdejším farním kostele sv. Jana Nepomuckého. Nákladem 7000 zlatých byl zřízen nový hřbitov ve svahu na protějším břehu řeky Úpy. Na hřbitov byl přemístěn pískovcový kříž od kameníka Kühna z Pecky, vyhotovený v roce 1834 (původně se nacházel na břehu řeky Úpy, kde jej ohrožovaly povodně). Hlavní vstup do prostoru hřbitova byl řešen skrze novogotickou nízkou stavbu, která v sobě také obsahovala márnici a sklad hřbitovních potřeb. Při obvodu hřbitova postupně vznikla řada honosných hrobek, včetně hrobek některých místních farářů z přelomu 19. a 20. století. Hřbitov sloužil především pro pohřby měšťanů ze Svobody nad Úpou a tehdy přifařených Janských Lázní. Po roce 1945 začaly přibývat hroby české. Staré německé náhrobky byly nezřídka velmi honosně provedeny a odkazovaly mnohdy na stavovskou příslušnost, či sociální status zde pohřbených lidí. Buď formou označení životního povolání zemřelého, nebo také vylíčením jeho majetkových poměrů. Některé původně německé hroby byly po roce 1945 druhotně adaptovány pro pohřby nových obyvatel, jiné postupně zchátraly.

### Církevní pohřebiště

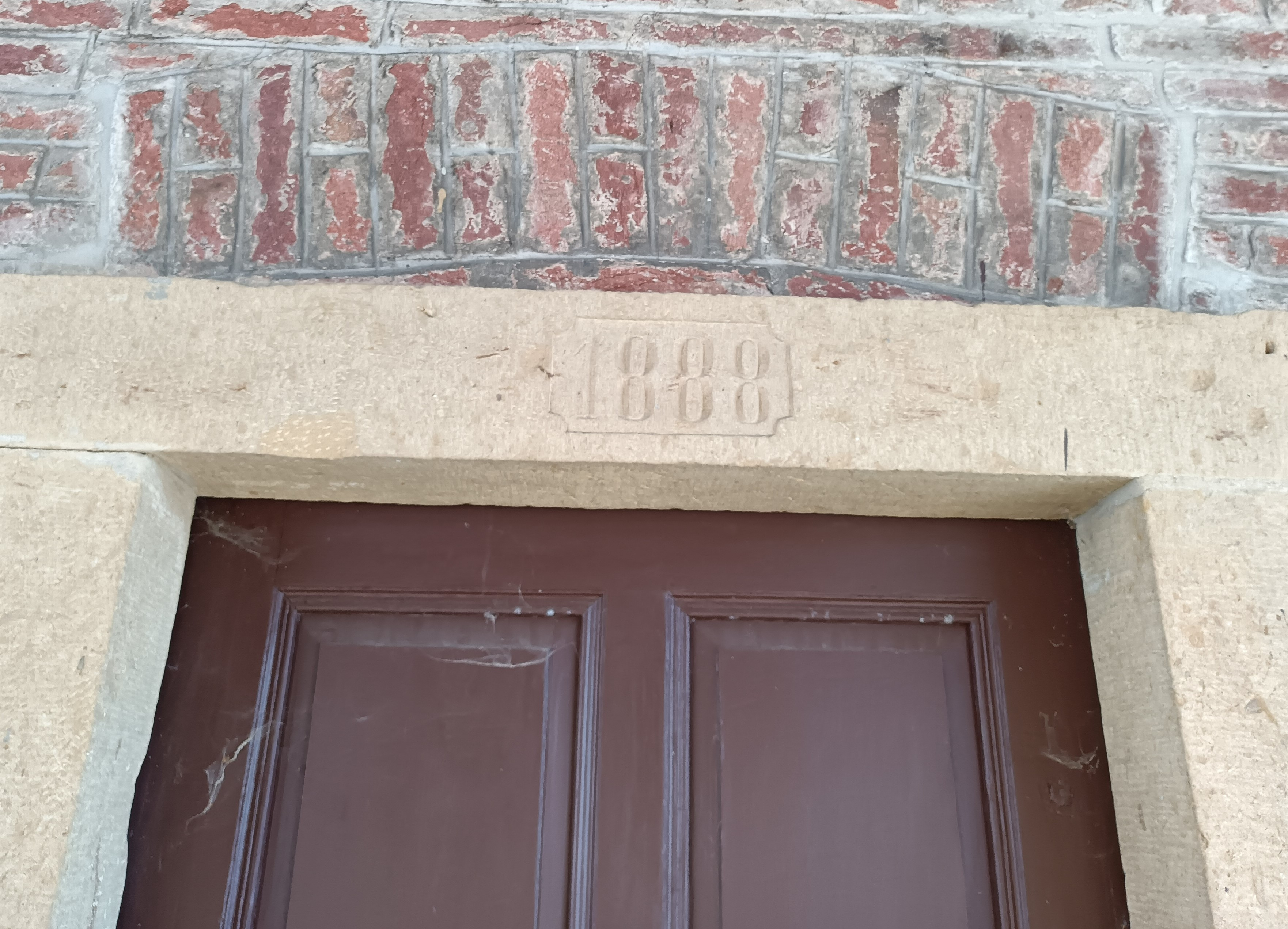
Rok založení hřbitova, vytesaný nad vstupem do márnice.

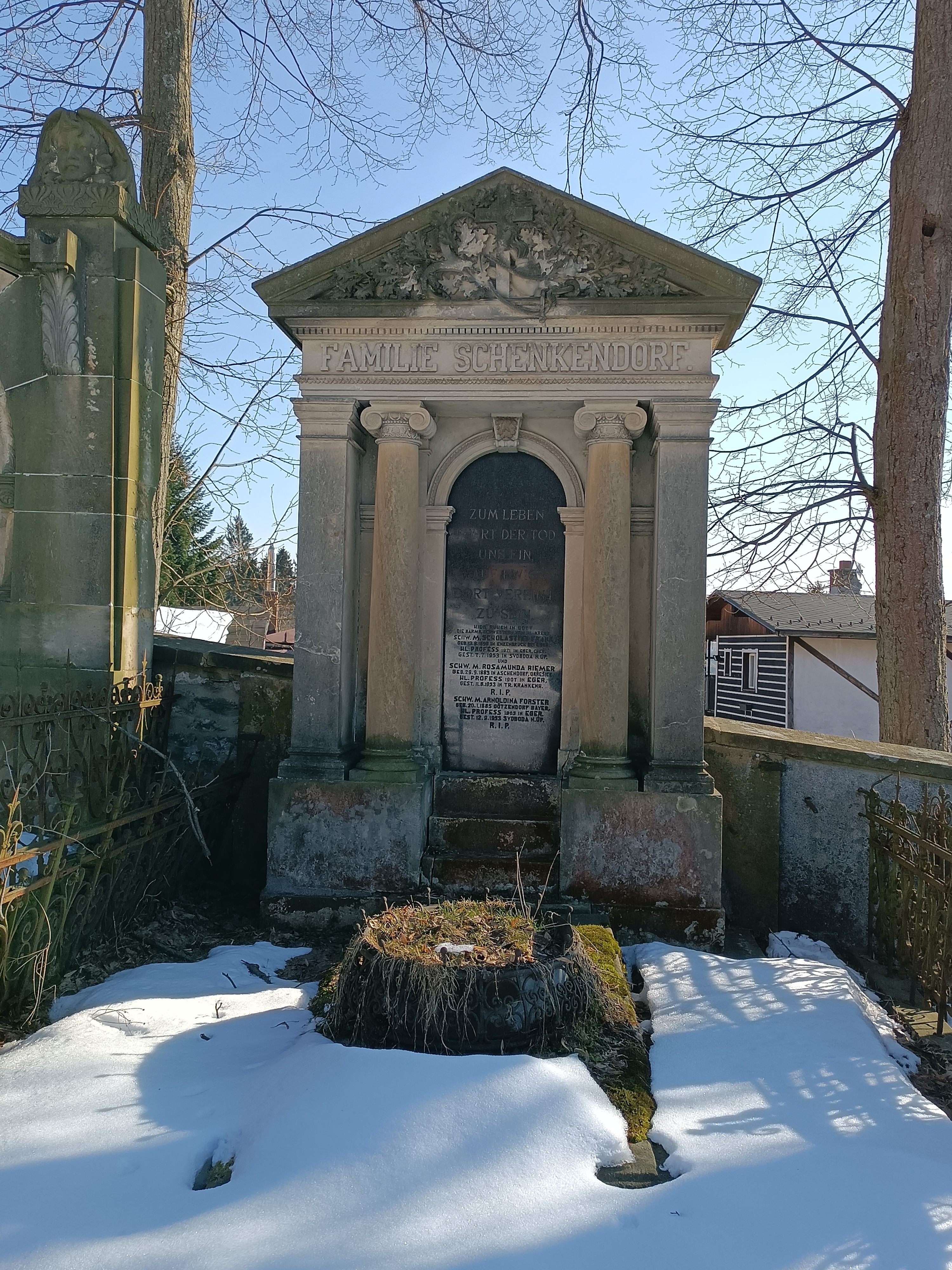
Hrob řeholnic z Kongregace sester sv. Kříže z 50. let 20. století (druhotně použitý hrob jedné z místních německých rodin).

V horní části hřbitova se nacházejí minimálně dva kněžské hroby z přelomu 19. a 20. století. Oba hroby jsou ve špatném technickém stavu, nejvíce hrob faráře, osobního děkana Johanna Geberta, kterýžto hrob se zčásti sesul. Zřejmě není vyjasněno, komu tyto hroby aktuálně patří, což velmi znesnedňuje jejich potřebnou údržbu a opravy. V 50. letech 20. století bylo na hřbitově pohřbeno několik sester z Kongregace sester sv. Kříže, které byly ve Svobodě nad Úpou umístěny v rámci internace řeholních osob při perzekuci katolické církve komunistickým režimem. Šlo vesměs o řeholnice německého původu, které nebyly po roce 1945 odsunuty z Československa a v 50. letech zde čekaly na vyřízení potřebných úředních náležitostí k "běžnému" vystěhování do tehdejšího západního Německa. K jejich pohřbení byla druhotně použita německá hrobka rodiny Schenkendorfovy. Další kněžské pohřby zde proběhly v roce 1986 (R.D. Bedřich Lehmann, duchovní správce řeholních sester v Janských Lázních) a 1995 (R.D. Jaroslav Tyrner, poslední sídelní duchovní správce ve Svobodě nad Úpou, v hrobě je též pohřbena jeho rodná sestra, která mu vedla domácnost, jde o druhotně použitý původně německý hrob). Na rozdíl od ostatních místních kněžských hrobů jsou hroby kněží Lehmanna a Tyrnera udržovány v dobrém a důstojném stavu.

## Současnost
Na hřbitově je stále zachována řada honosných německojazyčných náhrobků. Historické kněžské hrobky někdejších místních farářů, které se nacházejí v horní části hřbitova v jeho jihovýchodním nároží, jsou dlouhodobě bez údržby a tedy ve velmi špatném technickém stavu (jedná se o hrobky v podobě podzemních krypt, které jsou již natolik porušené, že se jejich svrchní části propadají). Hřbitov je pro pohřby stále používán. Na jeře roku 2016 byla renovována zvonička nad márnicí. Při té příležitosti byla rovněž otevřena věžní makovice za účelem zjištění, zda neobsahuje nějaké dokumentační a historické materiály. Nic nebylo nalezeno. Věžička dříve obsahovala malý zvon, který zde byl zřejmě zrekvírován za první nebo druhé světové války. Hřbitov je ze tří stran poměrně dosti těsně obklopen moderní obytnou zástavbou.